# 뫼비우스 제로
뫼비우스 제로(영어: Moebius Zero, 일본어: メビウス・ゼロ)는 TV 애니메이션 《기동전사 건담 SEED》에 등장하는 모빌 아머(MA)로 분류되는 가공의 유인 조종식 병기이다. 지구연합군이 특수 능력을 가지고 있는 파일럿용으로 소수 생산한 기체로, 본체의 추진기를 겸한 4기의 유선식 원격 유도 무기인 "건배럴"을 주무장으로 한다. 애니메이션 시작 시점보다 과거의 전투에서 많이 소실된 것으로 추정되며, 애니메이션 작품 내에서 등장하는 것은 주요 인물인 무우 라 프라가가 탑승하는 1기 뿐이다. 작품 내에서는 뫼비우스 영식(零式)이라고도 불린다.
메카닉 디자인은 야마네 키미토시가 담당하였다.

### 내용주
1. ↑  TS-MA는 "Theater Suppression Mobile Armor" (전선진압용 기동병기), mod는 modified의 약어[1].

### 참고 자료
1. ↑  《パーフェクトアーカイブス 機動戦士ガンダムSEED DESTINY》 [퍼펙트 아카이브스 기동전사 건담 SEED DESTINY]. 다케쇼보. 2006년 5월. 171쪽. ISBN 978-4812426876.

## 같이 보기
- 건담 시리즈의 병기 목록
- 기동전사 건담 SEED